# Peter Clodt von Jürgensburg

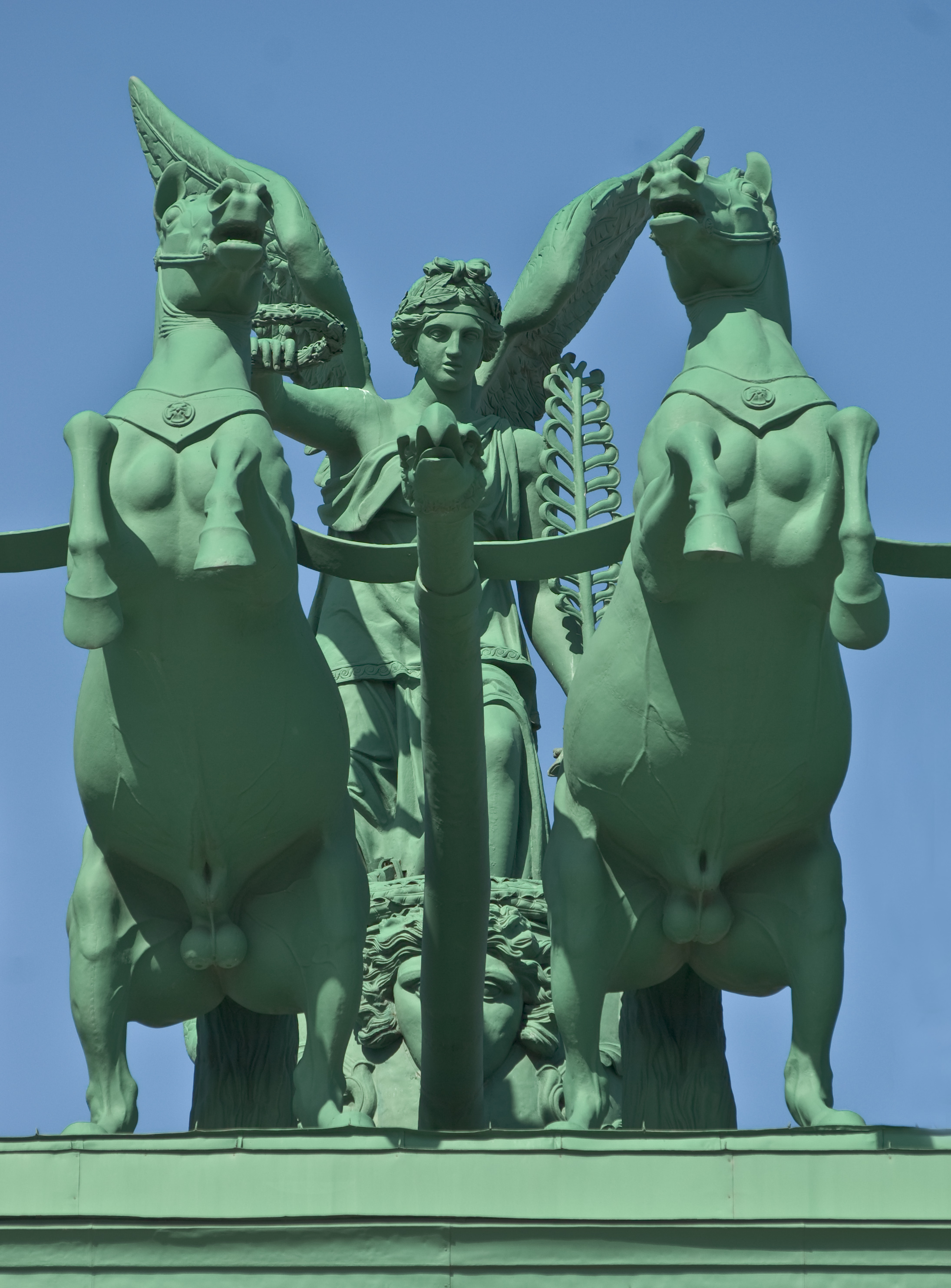
Detalle de las esculturas del Arco de Triunfo de Narva.

El baron Peter Clodt von Jürgensburg, también conocido con el nombre ruso de Piotr Kárlovich Klodt (en idioma ruso: Пётр Карлович Клодт), (San Petersburgo, 8 de junio de 1805 - Gran Ducado de Finlandia, 20 de noviembre de 1867, fue un escultor ruso que trabajó para el zar Nicolás I de Rusia.

## Biografía
Descendiente de una familia aristocrática de los alemanes del Báltico, los Clodt von Jürgensburg, Klodt comenzó su carrera como oficial de artillería. También fue al mismo tiempo un escultor aficionado, que tomó cursos en la Academia Imperial de las Artes, donde su capacidad para representar caballos, finalmente le valió el grado de académico y el elogió del zar. Según la leyenda, Nicolás I le había dicho que «sus caballos eran más hermosos que los mejores sementales.»
Las esculturas más célebres de Klodt —Les Dresseurs de chevaux— se instalaron en el Puente Aníchkov en 1851. También es el autor de la estatua de bronce de Iván Krylov en el Jardín de Verano (1848-1855), el primer monumento erigido a la memoria de un poeta en todo el Imperio Ruso. Klodt realizó en colaboración con Vasili Demuth-Malinovski, la estatua de san Vladímir en Kiev y las estatuas del Arco del Triunfo de Narva en San Petersburgo. También esculpió la cuadriga de encima del pórtico del Teatro Bolshói de Moscú.
La última obra de importancia de Klodt fue un homenaje póstumo a su protector, la estatua del monumento de Nicolás I de Rusia en la Plaza de San Isaac en San Petersburgo, que tiene la particularidad de ser la primera estatua ecuestre del mundo con sólo dos puntos de apoyo en las patas traseras del caballo.
Klodt murió en sus propiedades de Finlandia, el 20 de noviembre de 1867. Su hijo Mijaíl Petróvich y su sobrino Mijaíl Konstantínovich, siguieron la tradición familiar artística y se convirtieron en pintores del movimiento  realista de los Peredvízhniki.